# JR東日本651系電車
651系電車（651けいでんしゃ）は、東日本旅客鉄道（JR東日本）の交直流特急形電車である。

## 概要
常磐線の特急「ひたち」で使われていた485系電車の置き換えおよび競合する高速バスへの対抗策として、1988年（昭和63年）から7両編成・4両編成がそれぞれ9編成、計99両が川崎重工業で製造された。1989年（平成元年）3月11日のダイヤ改正から営業運転を開始した。
大きな特徴は最高速度の向上で、滑走再粘着装置の搭載で130 km/hからの制動距離を規定の600 m以内に抑えることにより、在来線特急列車としては初めて最高速度130 km/hでの営業運転を実現した（上野 - 日立間）。
速度面の向上に加え、従来の鉄道車両とは一線を画した内外装が高い評価を受け、第33回（1990年）鉄道友の会ブルーリボン賞を受賞した。JRグループの新設計車両でブルーリボン賞の受賞は本系列が最初である。
車両形式は国鉄時代の車両とは大きく異なる新機軸の車両となることから、未使用であった600番台の形式として「651系」と命名された。デザインは剣持デザイン研究所が担当した。

## 構造

### 車体
車体は高耐候性鋼板製で、屋根と床板の一部にステンレスを使用しており、大型の連続窓が並ぶ構造となっている。ドアはグリーン車を除き片側2か所に設けられている。シートピッチを確保して、さらに停車時分短縮を目的に2ドア構造とするため、車体全長は485系よりも600 mm長い21,100 mmとした（中間車基準）。このため、車体幅は2,900 mmとやや狭くなっている。
塗色は、ミルキーホワイト■の地色に屋根部分をサンドグレー■、車体裾部にオリーブグリーン■の帯が入れられた。当時の特急型車両とは大きく異なるカラーリングから、登場時には「タキシードボディのすごいヤツ」というキャッチコピーが与えられた。
前頭部分は非貫通の高運転台で、正面には前照灯と一体化させたLED表示式のヘッドサインを鉄道車両では初めて採用した。ヘッドサインは列車愛称のほか、行先や発車時刻など自由な表示が可能であり、後部標識灯もヘッドサインと兼用している。LEDは3色式であるが、後年一部編成はフルカラーLED化されたものも登場した。

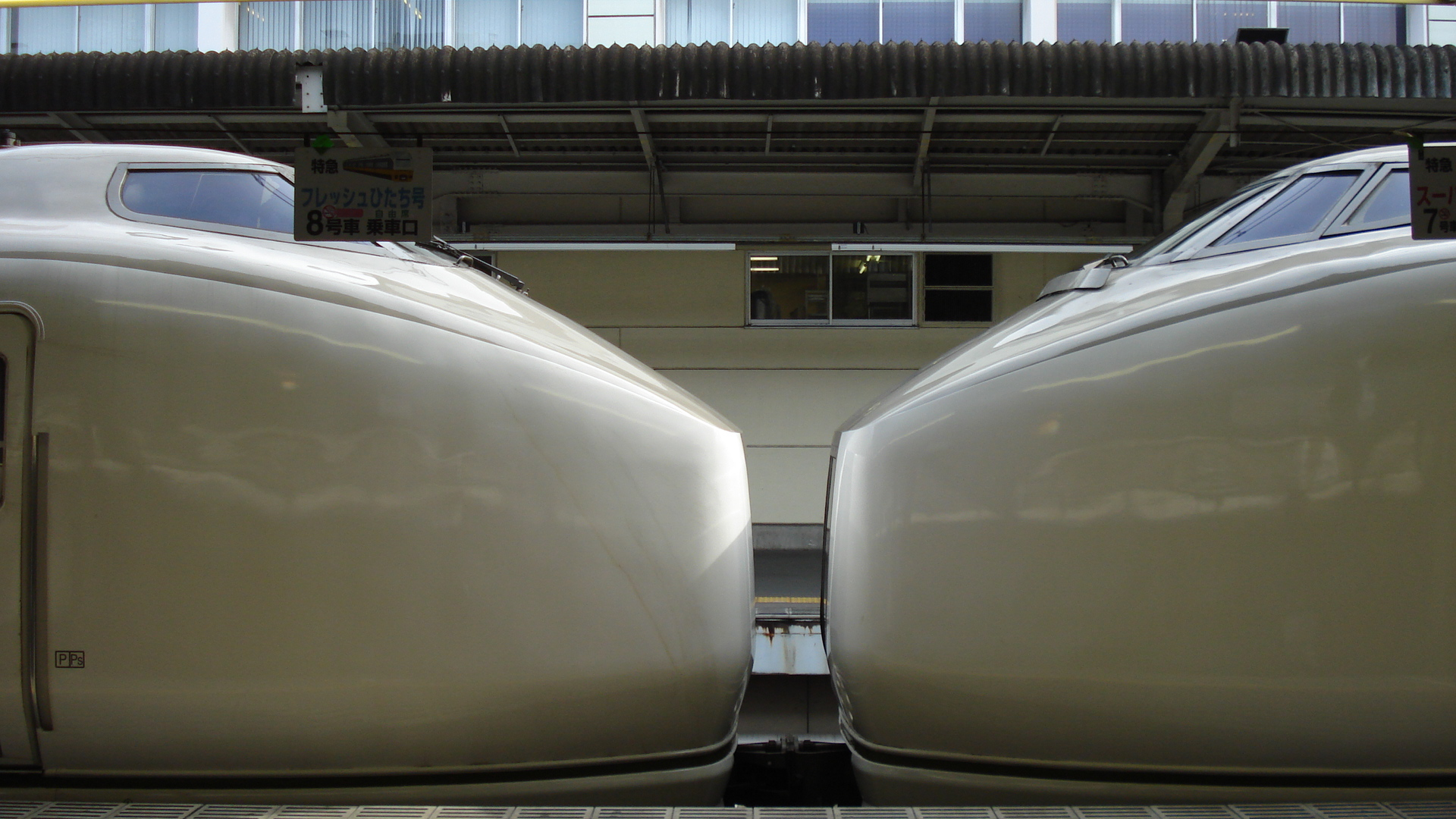
連結部分
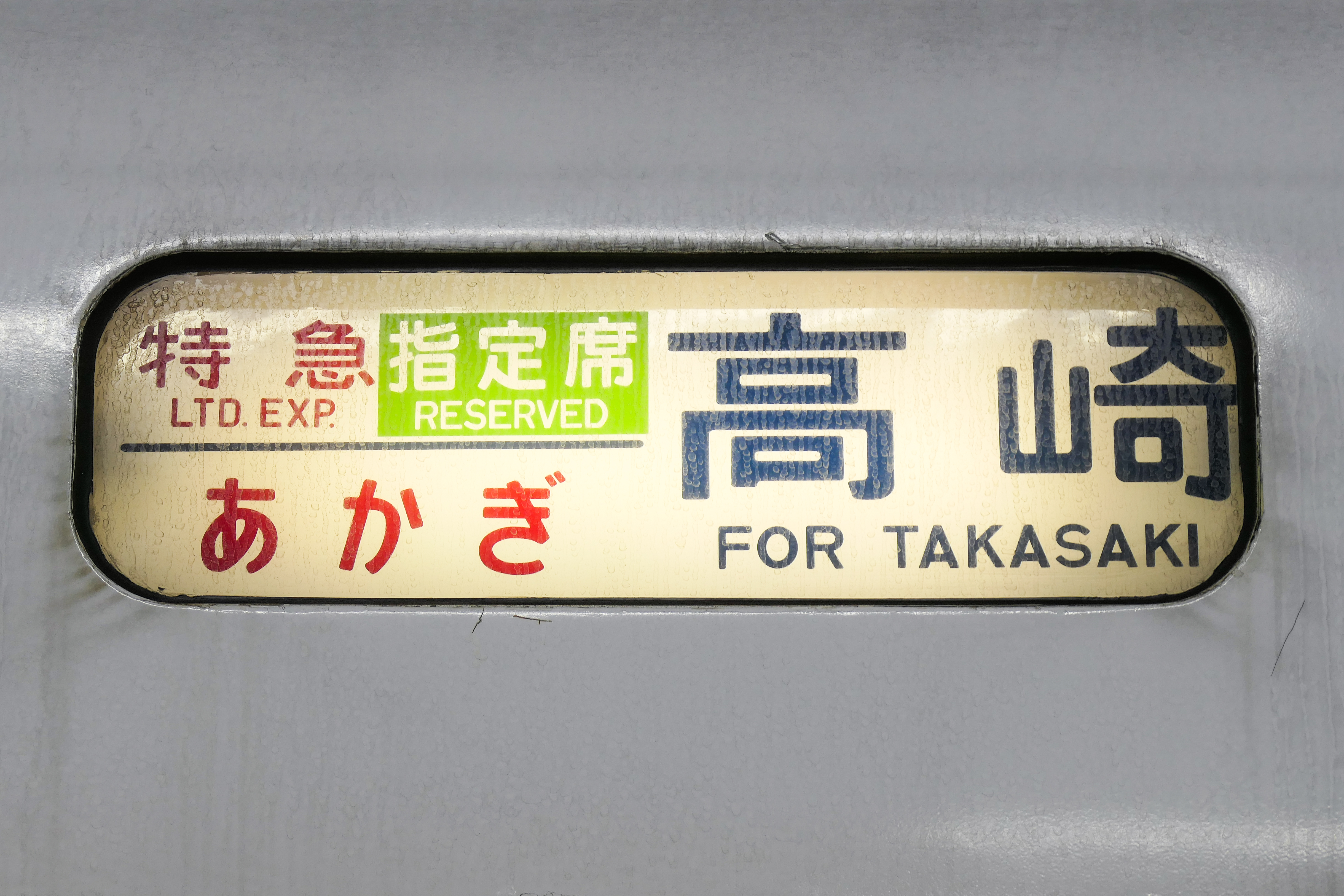
側面行先表示器

### 車内
普通車は2＋2の配置でシートピッチは970 mm、グリーン車は2＋1の配置でシートピッチは1,160 mm。室内は落ち着いた空間とするために間接照明（落成時）であり、普通車・グリーン車とも読書灯が設けられている。普通車の荷棚は開放式だが、グリーン車はカバー付きのハットラック式とした。床面は普通車は通路部のみタイルカーペット敷きだが、グリーン車は全面タイルカーペット敷きである。グリーン車はオーディオと液晶モニターを設置し、衛星放送受信サービスが行われていたが、1997年（平成9年）の放送衛星の更新によりサービスが不可能となったため、屋上アンテナドームおよび座席液晶モニターは撤去された。
客室の各連結面寄り上部には、LED式車内案内表示器を設置している。車内自動放送装置はなく、車内放送チャイムも新造当初は485系などと同様の鉄道唱歌オルゴールだったが、1998年（平成10年）頃に現行の電子音チャイムに交換された。
中間車のモハ650-100には、在来線車両では初となる多目的室および車椅子対応座席が設置された。この部分は客用ドアが車椅子対応のため730 mm から1,000 mmに拡幅されているほか、隣接する洋式トイレも車椅子対応となっている。
普通車は2両に1か所とグリーン車の客室端には、スーツケースなどの大型荷物を収納する荷物置き場を備えている。ビジネス客需要のため、基本編成では3か所、付属編成では2か所にカード式公衆電話を設置している（後に撤去）。
空調装置はインバータによる容量可変式の三菱電機製AU711形集約分散式（出力16.28 kW 〈14,000kcal/h〉）を各車に2台（1両あたり32.56 kW〈28,000kcal/h〉）搭載している。

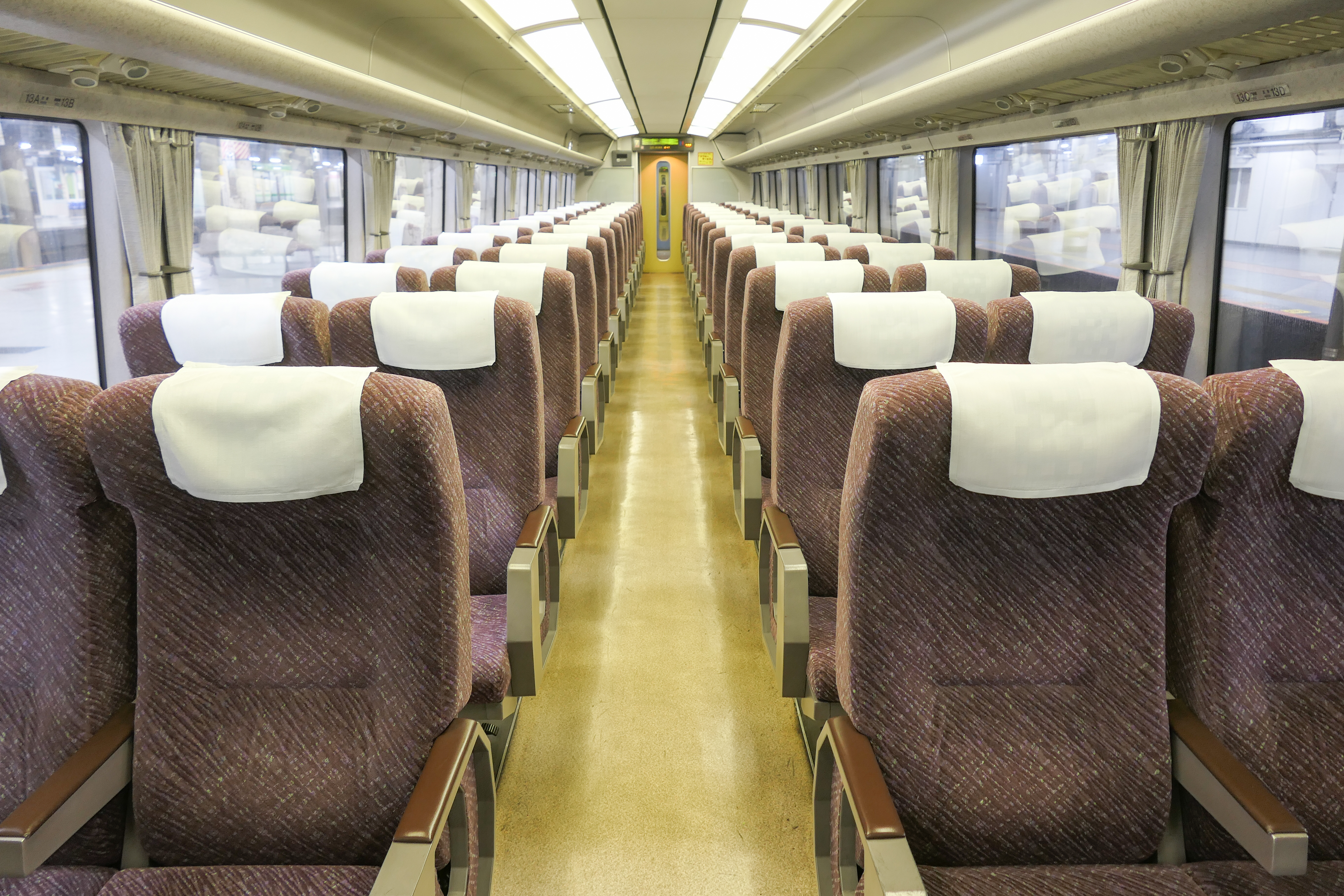
普通車の車内
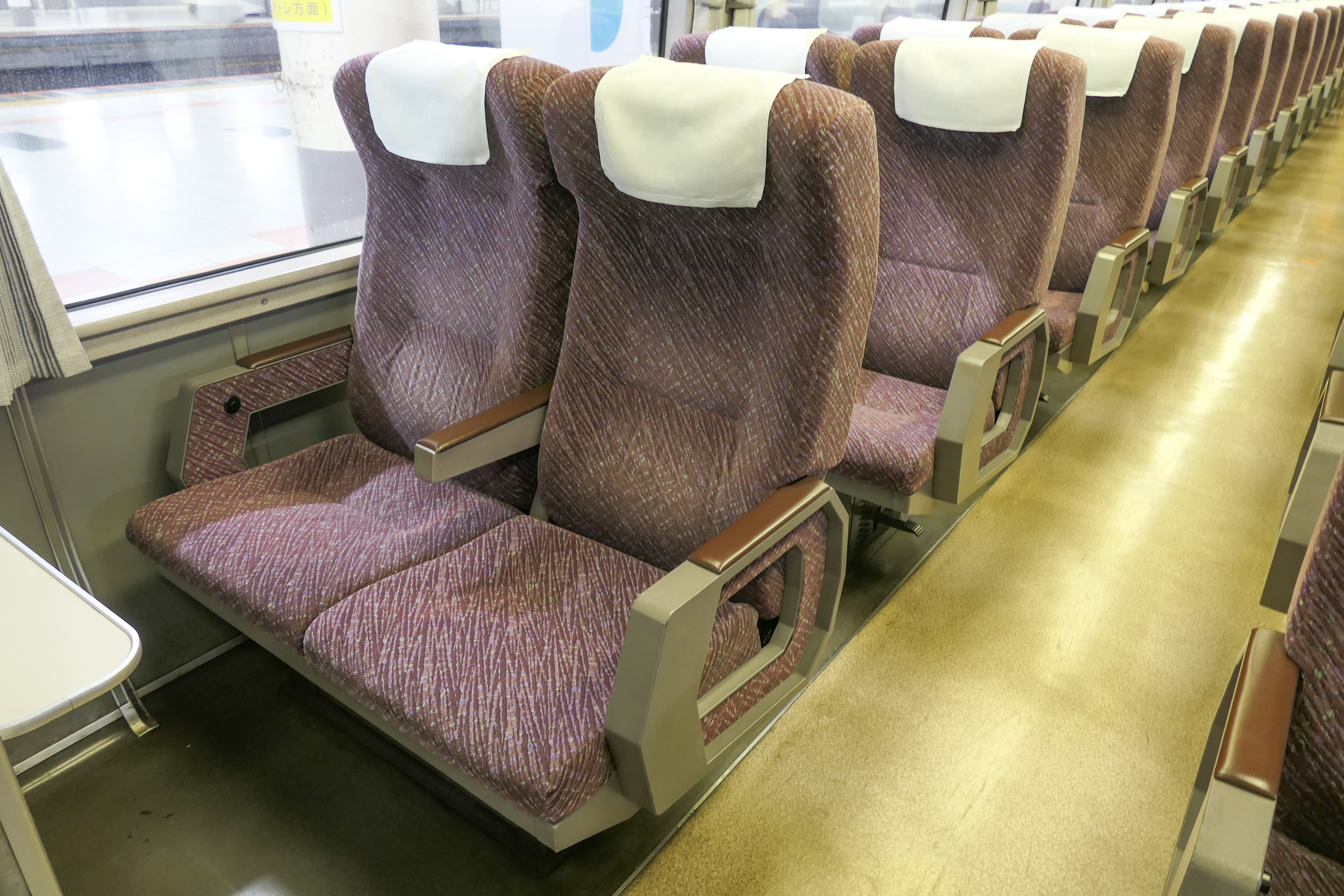
普通席
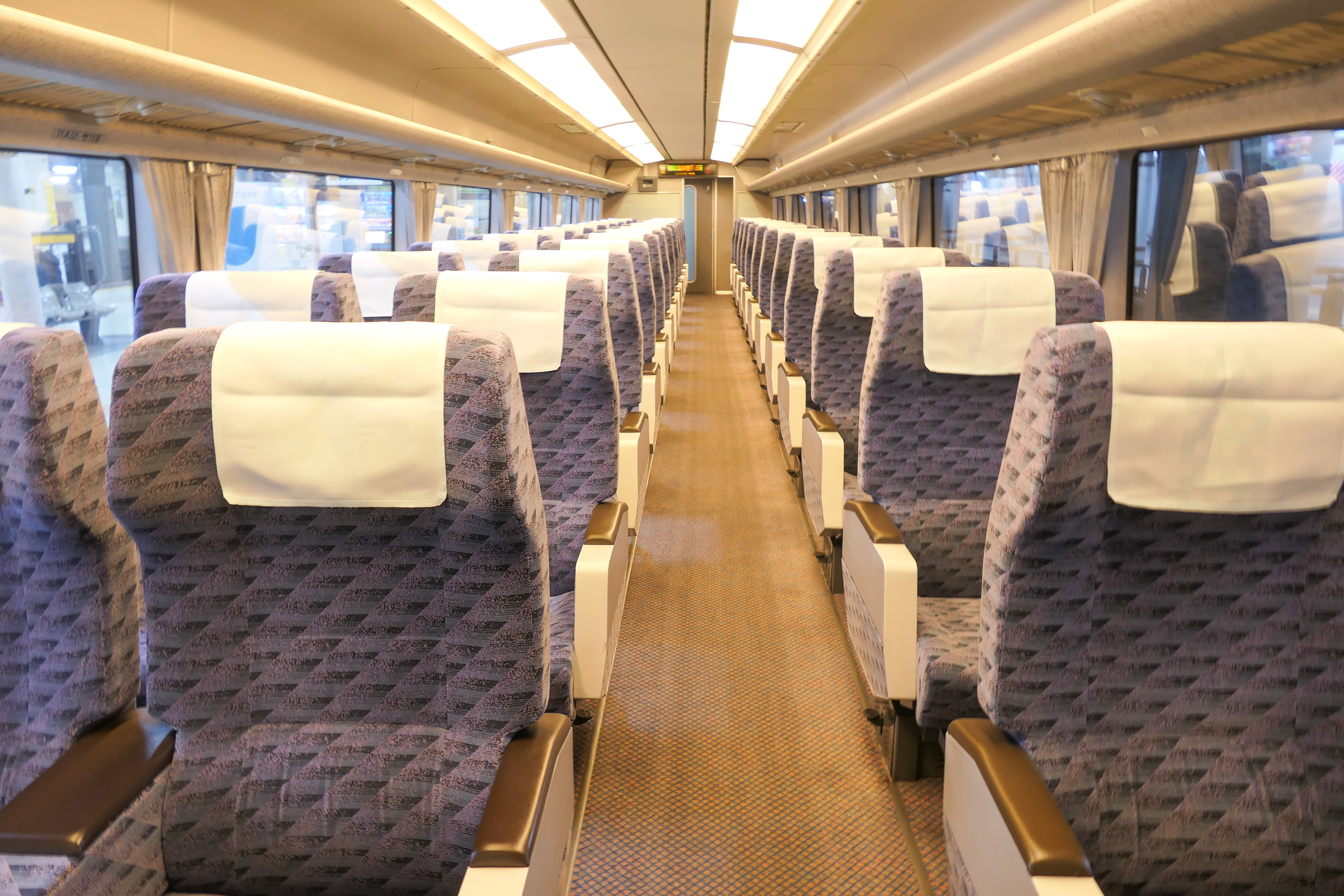
グリーン車の車内
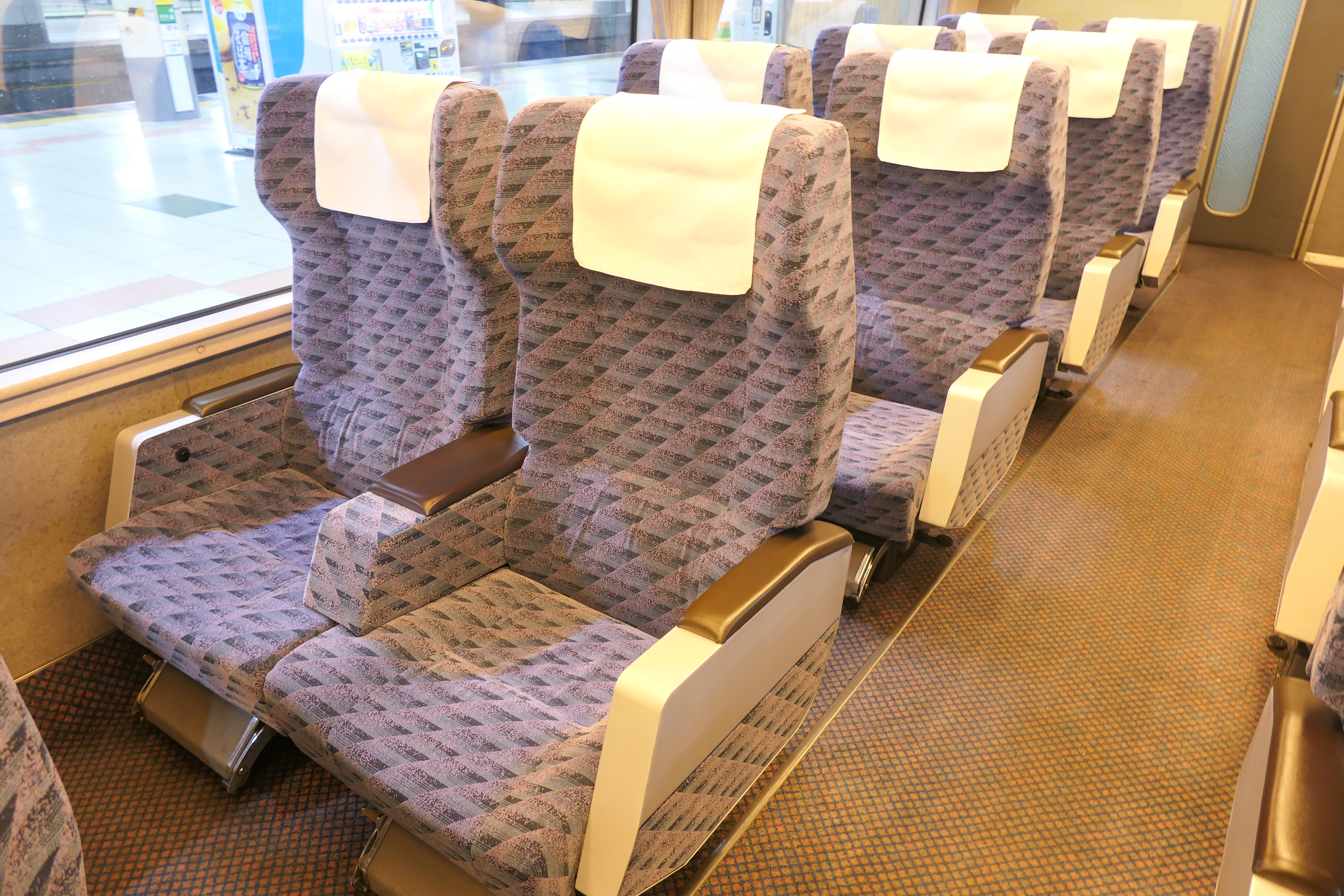
グリーン席
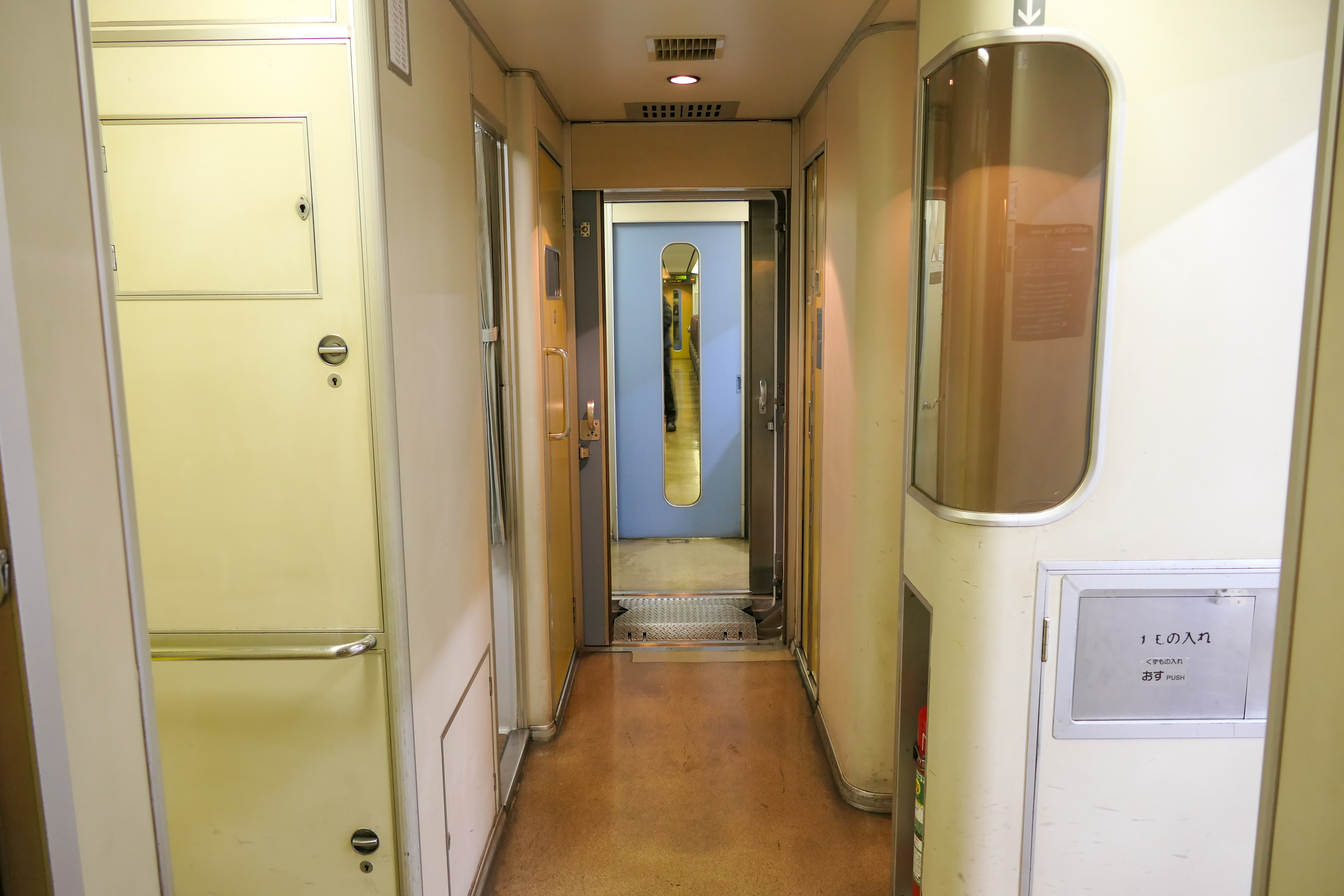
車内デッキ
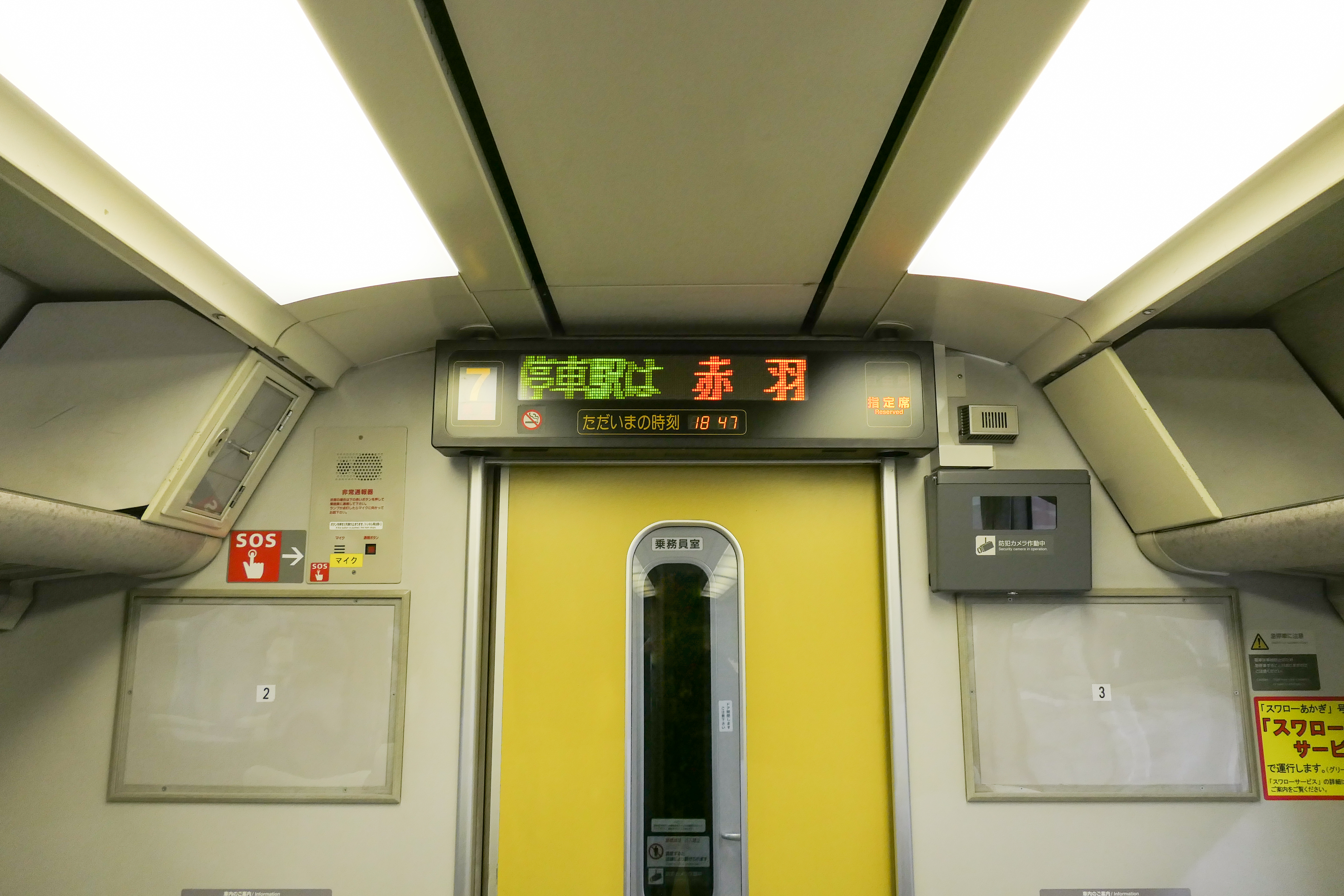
LEDスクロール式を採用した車内案内表示器

### 機器類
交流直流両用電車であるが、交流は50 Hz区間のみの対応である。集電装置は交流直流両用のPS26形パンタグラフである。仙台駅まで運用されるため耐寒構造ではあるものの、降雪量が少ない地域であることから耐雪構造ではなく、常磐線での使用に特化した車両となっている。
台車は205系で実績のあるボルスタレス式DT50系列を基本としているが、高速性能向上のため、ヨーダンパ追設等のマイナーチェンジを図ったロールゴム軸箱支持方式のDT56形・TR241形を装着する。基礎ブレーキは片押し式踏面ブレーキ、付随台車のみ踏面ブレーキに加えて1軸1枚のディスクブレーキを併用する。先頭台車のみスノープラウを装着する（1次車のみ、後に撤去）。
車内照明の供給電源は、従来系列と同様に電動発電機（ブラシレスMG・定格出力120 kVA）からであり、このためデッドセクション通過時は、架線電源の供給が絶たれた際に蓄電池により点灯する予備灯兼用の照明を除いて消灯する。なお、交直切り替えは運転士のスイッチ操作で行われる。
運転席は高運転台構造で、横軸式マスコンと縦軸式ブレーキ操作器の配置など、205系に準じたものとなっている。速度計は新幹線100系電車と同様のLEDランプが横に向かって点灯するバーグラフ式の主速度計と、LEDランプによるデジタル表示の補助速度計を採用している（デジタルメーター）。速度80 km/h以上で有効な定速制御機能、ブレーキ装置には速度60 km/h以上で有効な抑速ブレーキ機能を備えている。運転台の窓ガラスは、左側のみ車外に向かって開く。
主回路制御には205系や211系で使用されている界磁添加励磁制御を採用しており、基本的には抵抗制御でありながら電力回生ブレーキが可能となることで、省エネルギー化を図っている。直流側のシステムは211系と同様であるが、交流側の回路の整流装置に、サイリスタによる位相制御を採用したことで、交流区間でも電力回生ブレーキが可能となり、交流直流両用車としては日本初の回生ブレーキ装備車となっている。主電動機はMT61形、歯車比は783系と同一の3.95である。その後登場した交流直流両用電車はVVVFインバータ制御に移行したため、界磁添加励磁制御の採用例は本系列が唯一である。

### MON3形モニタ装置
本系列では本格的なモニタリングシステム（乗務員支援モニタ・MON3形モニタ装置）を採用した。JR東日本では、日本国内では前例のない本格的なモニタリングシステムであると称している。
従来は故障時の警告・故障データの記録が主点であったモニタ装置を、乗務員支援、検修員支援、乗客へのサービス向上に機能を大幅に拡張したものである。乗務員用の乗務行路表は紙製から「仕業カード」と呼ばれるLSIカード（ICカード）化を図り、カードをホルダーに挿し込むことで、モニター画面上に乗務行路や時刻表を表示させることで、ペーパーレス化を実現した。主な機能は
- 仕業カード読込みにより、乗務行路、列車番号、時刻表等を入力および表示 ※
- 故障または異常発生時の運転台での警報発生および内容表示とガイダンス表示
- 運転士および車掌補助用の各種列車情報・機器情報の表示 ※
- 応急マニュアルの表示（異常時マニュアルを12種類） ※
- サービス機器（空調・放送・室内灯）の制御および状態表示 ※
- 表示変換器（行先表示・車内表示）への表示内容指令 ※
- 故障時の機器動作情報の記録

- 試運転時の列車性能情報の収集
- 車上試験 ※
- ATS運転情報の記録（1日約7時間、最新の4日分を記録）
- 乗車率情報の記憶および印字出力（200駅間分を記録）
- 力行・回生電力の積算
- 交直および交交切換区内での力行の一旦切りおよび回生開放
- 主変圧器2次側短絡時のABB再投入禁止

※ が本形式で本格的に導入した機能
システムは両先頭車にMON3A形モニタ装置（中央局）、中間車にMON3C形またはMON3B形モニタ装置（端末局）を搭載し、これらをモニタ伝送線で結んだものである。車両間の伝送速度は9.6 kbpsとなっている。乗務員室（先頭車運転台）およびグリーン車の車掌室にはCRT（ブラウン管）モニター表示器を配置し、タッチパネル入力を採用することで、マンマシンインタフェースの向上が図られている。なお、CRTモニターの劣化に伴い、後年に液晶モニターに交換した。
このシステムに制御指令（力行・ブレーキ動作指令）を付加したのが、209系で採用した制御伝送装置（MON8形）であり、さらに発展させたのがE231系で採用した列車情報管理装置TIMSである。
同様のモニタリング装置は、すでに営団日比谷線用の03系において、車両制御情報管理装置（TIS）として実用化されている。同系列はマスコンからの制御指令伝送（本系列では持たない）、故障時の動作情報の記録、車上試験、試運転時の列車情報の収集などの機能を備えており、本形式と一部重なる機能もある。

## 番台別概説

### 0番台2次車
1989年度に投入された2次車（下記編成表のK106編成、K204編成以降）では、1次車の使用状況を踏まえて仕様が変更された。
- 汚損防止のため、車体屋根上全長に雨どいを設置
- 屋根カバーをアルミ製からFRP製に変更
- 先頭車の乗務員室と直後の出入口部用に専用の冷房装置を新設
  - これは運転台ガラスが拡大されたのに加え、常磐線が南北方向に走行しており、上り列車の場合に南側から一日を通して太陽が照りつけ乗務員室内の温度上昇が著しいためである[16]
- 乗り心地改善のために空気ばねとヨーダンパの仕様を変更
- 各車両間の貫通路に化粧パネルを取り付け
- モハ650形のデッキにゴミ箱を新設
- トイレ内に荷棚と手すりを設置、カギ高さを変更
- 運転士の視認性向上のため、運転台計器パネルの形状を変更
- 新製時からATS-P形装置を搭載し、乗務員室内の機器配置を変更

グリーン車の変更点
- 後位寄りの仕切り扉を手動式から自動ドアに変更
- 座席脚台にカバーを取り付け、フットレストの改良
- 座席ひじ掛けを衛星放送受信液晶テレビ収納タイプへ変更
- 喫煙席と禁煙席間にあるパーテーション（仕切り）に収納式テーブルを新設
- サービス向上のため、コードレスホンサービスの設置準備

### リフレッシュ工事
製造から10年以上が経過したこと、当時最新のE653系と比較して接客設備が見劣りするようになった。このため、2000年（平成12年）から郡山工場（当時）において、室内のリフレッシュ工事を開始した。なお、JR東日本では20年以上が経過した車両に実施する延命工事を「リニューアル工事」、10年程度が経過した車両に実施する工事を「リフレッシュ工事」と称する。主な工事内容は
- 老朽化した空調装置本体の修繕、製造年次ごとに異なっていた空調ダクトの形状を1種類に統一（空調ダクトの交換）
- 室内タイルカーペット（普通車通路、グリーン車全面）、座席表地、カーテンを交換
  - 座席は背面を樹脂製のパネル仕上げから布地仕上げに変更
- 天井照明を間接照明からカバー付きの直接照明に変更
  - グリーン車は荷棚のハットラックを廃止し、照明は電球色に変更した
- 荷棚の前キセを取り替え、室内窓枠の補修
- トイレ内床敷物の取り替え、トイレの便器交換
- 出入台（デッキ）の化粧シートと床敷物を交換、連結面幌を交換
- 側窓枠、運転室前面窓の防水シール材を再度コーキング

座席のオーディオユニット撤去、アームレスト革部分のカット、ヘッドレストのカットなど内装面を中心とする更新工事が施工されたが、外観については、雨樋の追設や衛星アンテナの撤去、連結器カバー装着以外に目立った変更はない。

### 1000番台
2014年3月15日のダイヤ改正から新たに185系の置き換え用として、高崎線系統の特急「スワローあかぎ」・「あかぎ」・「草津」に投入することが発表された。勝田車両センターに配属されていた0番台の一部編成を大宮総合車両センターと郡山総合車両センターにおいて改造、形式変更せず651系1000番台に区分され、基本7両編成（MT比4M3T）6本と付属4両編成（MT比2M2T）3本の計54両が、大宮総合車両センターに配置された。さらに2018年5月2日付で基本7両編成が1本追加改造され、大宮総合車両センターに転属した。
改造内容は、直流区間での走行となるため電動車の直流化改造が実施され、交流避雷器などの屋根上の交流機器の一部が撤去されたが、車両の重量バランスなどを考慮して多くの交流機器は回路の分離のみ実施され残存されている。その他には、モハ650形の屋根上に搭載されているパンタグラフをPS26形からシングルアーム型のPS33D形に交換、側窓下にオレンジ色の帯を追加、OM201・OM202編成を除くクハ651形とクハ650形の先頭にスノープラウの取付け、空調装置のインバータの更新が行われた。
2023年3月のダイヤ改正により「あかぎ」「スワローあかぎ」「草津」の運用から撤退した。
伊豆クレイル用編成
2016年7月より小田原 - 伊豆急下田間で運行を開始した観光列車「伊豆クレイル」用として、付属編成側の旧OM301編成を大宮総合車両センターで改造し、2016年4月に出場した。IR01編成に改められ、該当の4両は2016年4月13日付で国府津車両センターに転属している。

「伊豆クレイル」は2020年（令和2年）6月28日の静岡デスティネーションキャンペーンアフターキャンペーンのクロージング列車をもって運行を終了する予定であったが、新型コロナウイルスの感染拡大の影響によりこれらのキャンペーン関連の運行が中止されたため、通常の臨時列車としての最終設定である同年3月29日が事実上の最終運行となった。その後、同年10月9日に、所属先の国府津車両センターから長野総合車両センターに回送され、同年10月10日付で廃車された。

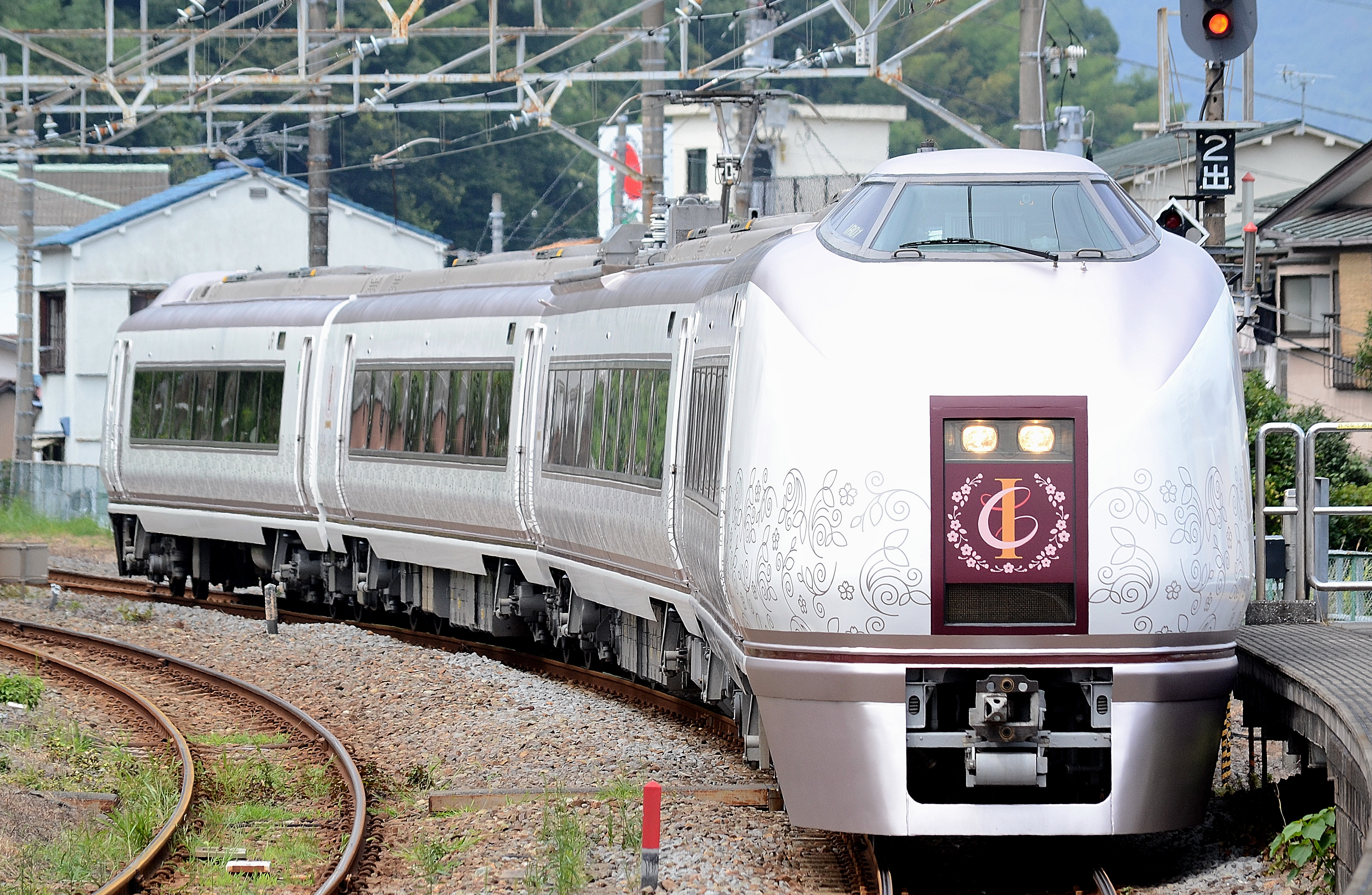
観光列車「伊豆クレイル」で運用されていたIR01編成

### 車体装飾
- 2007年11月15日から2008年2月29日まで「うつくしま浜街道キャンペーン」の宣伝装飾が施されていた。

## 形式

### 0番台

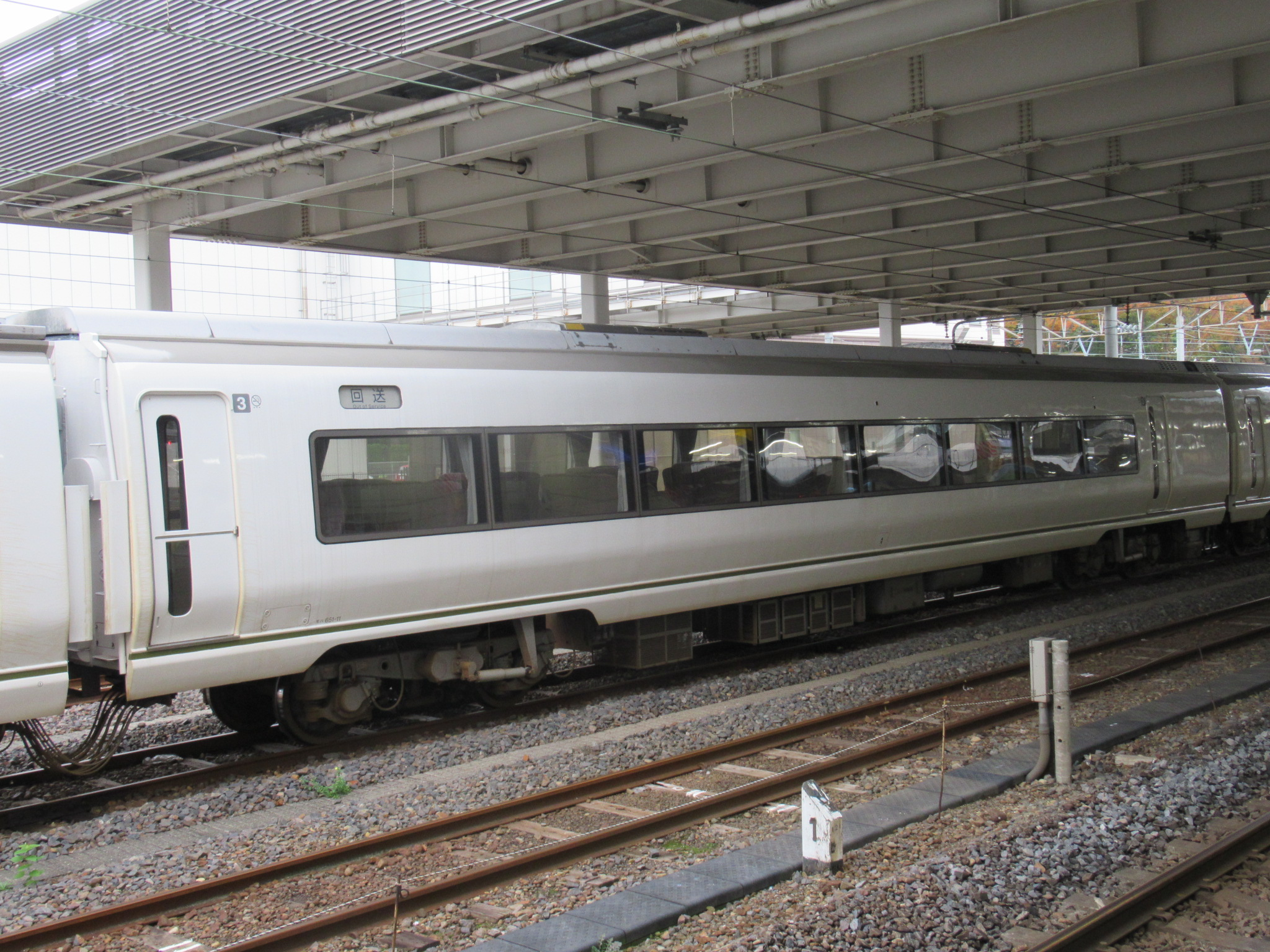
モハ651-11 勝田駅

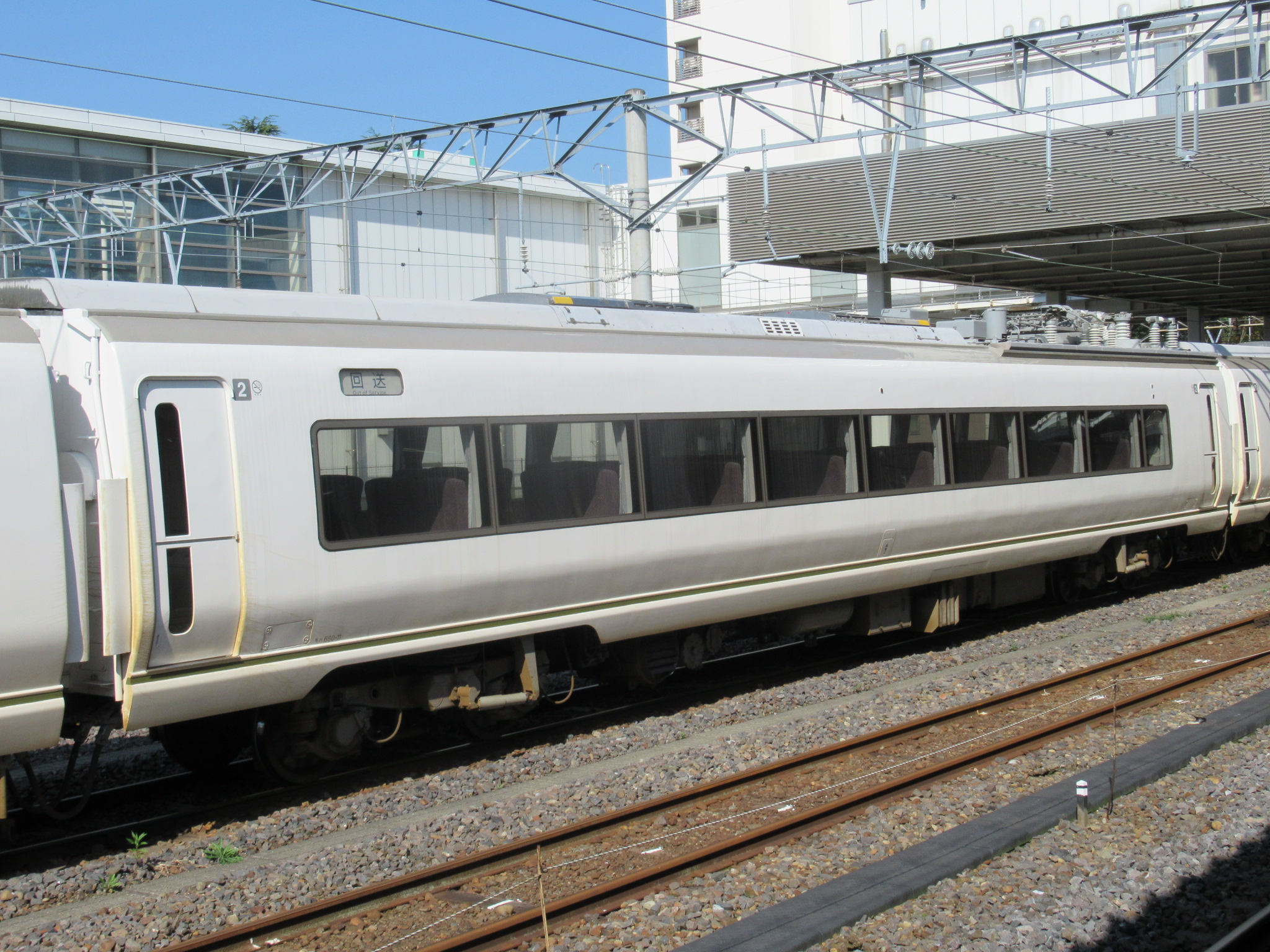
モハ650-11 勝田駅

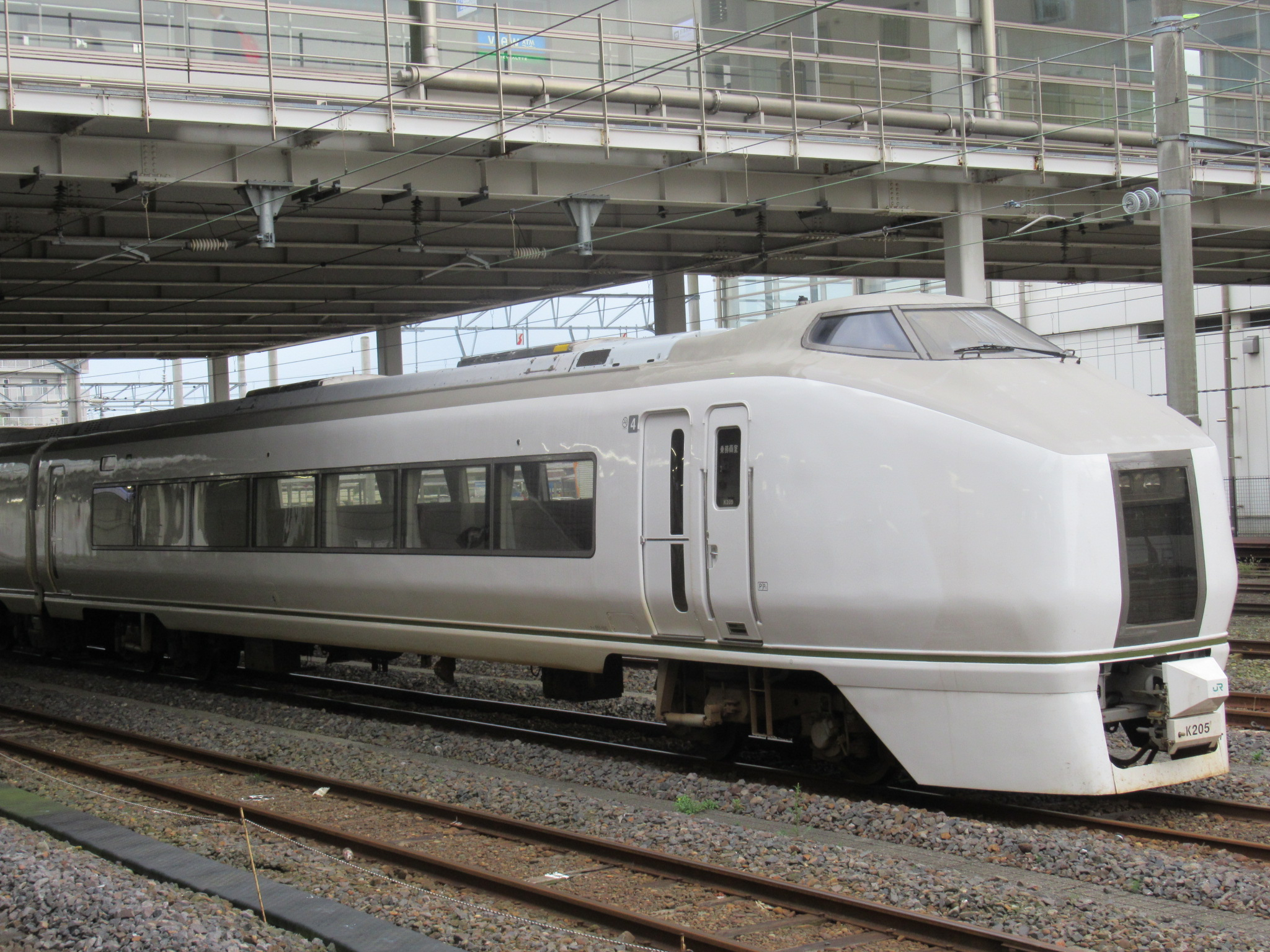
クハ651-105 勝田駅

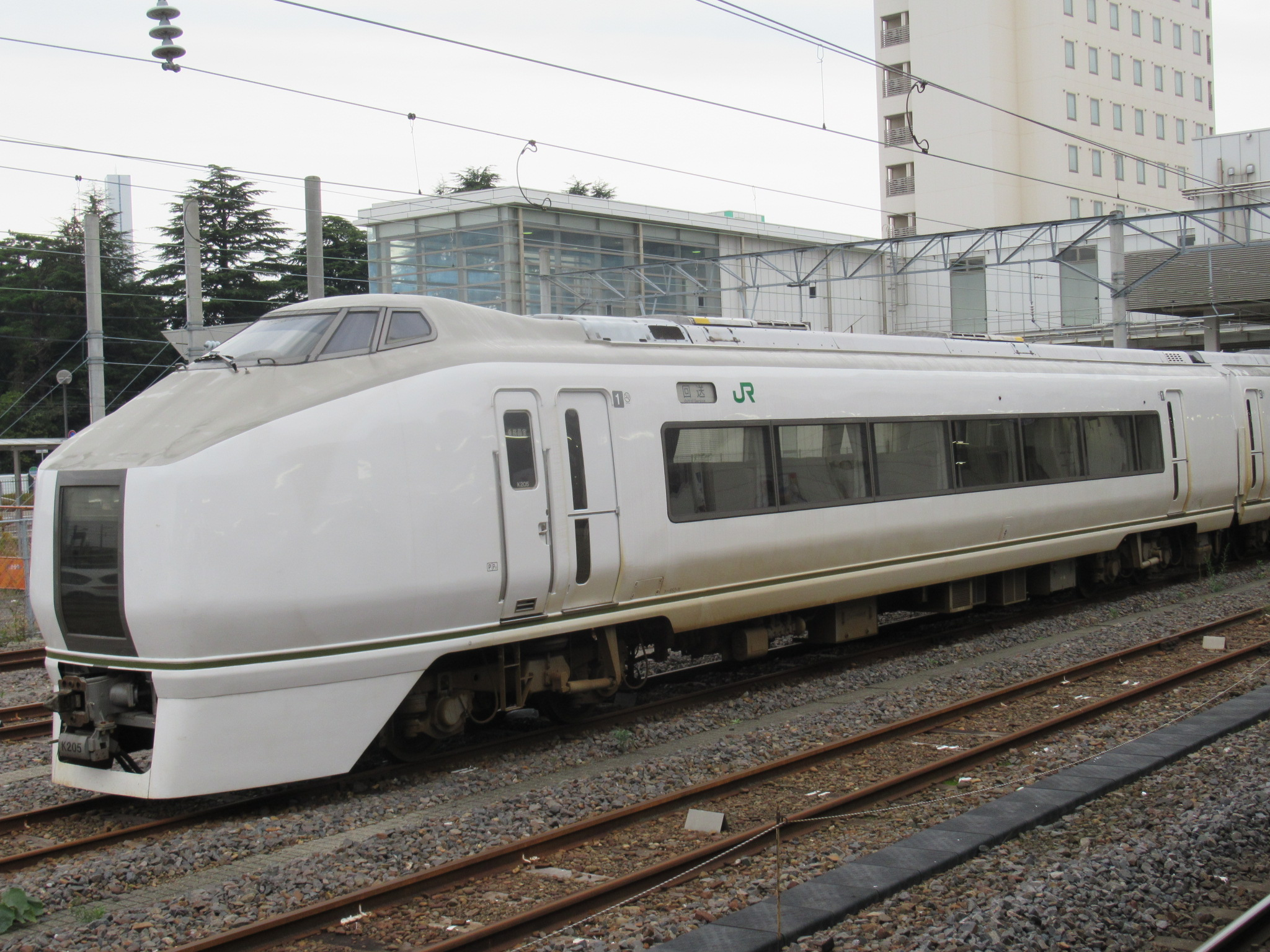
クハ650-11 勝田駅

モハ651形
制御装置を搭載する電動車。
0番台（M1）
18両（1 - 18）が製造された。定員64名。仙台側車端部にトイレ（洋式ならびに小便所）・洗面所、カード式公衆電話コーナーを設置する（いずれも公衆電話は後に撤去）。モハ650形0番台とユニットを構成し、基本編成6号車と付属編成10号車に連結される。
100番台（M2）
9両（101 - 109）が製造された。定員58名。仙台側車端部にトイレ・洗面所を設置する。モハ650形100番台とユニットを構成し、基本編成3号車に連結される。車椅子対応車で、仙台方の客用ドア幅を拡大し、客室に多目的室を設置するほか、隣接する洋式トイレは車椅子に対応する。
モハ650形
パンタグラフ・主変圧器等の整流機器と蓄電池を搭載する電動車。
0番台（M'1）
18両（1 - 18）が製造された。定員68名。仙台側客室端に荷物置場、清涼飲料水の自動販売機を設置する。モハ651形0番台とユニットを構成し、基本編成5号車と付属編成9号車に連結される。サニタリーコーナーを持たないため、定員は本系列最大である。
100番台（M'2）
9両（101 - 109）が製造された。定員64名。仙台側客室端に荷物置場、車端部に車販準備室と清涼飲料水の自動販売機を設置する。モハ651形100番台とユニットを構成し、基本編成2号車に連結される。ただし、自動販売機は2008年4月1日より使用中止となっている。
クハ651形
仙台方の制御車。
0番台（Tc1）
電動発電機（MG）・空気圧縮機（CP）を搭載し、9両（1 - 9）が製造された。定員56名。上野側客室端に荷物置場を設置する。基本編成7号車に連結される。
100番台（Tc）
0番台とは異なりMG・CP搭載を省略しており、9両（101 - 109）が製造された。定員56名。上野側客室端に荷物置場を設置する。付属編成11号車に連結される。
クハ650形（Tc2）
MG・CPを搭載する上野方の制御車で、18両（1 - 18）が製造された。定員52名。仙台側車端部にトイレ・洗面所、カード式公衆電話を設置する。基本編成1号車と、付属編成8号車に連結される。
サロ651形（Ts）
グリーン車で基本編成4号車に連結する、本系列唯一の付随車で、9両（1 - 9）が製造された。客室両端部に荷物置場、仙台側車端部にトイレ・洗面所・カード式公衆電話を設置する。また車掌室と業務用控室を備えている。
座席配置は2列＋1列で登場時は定員33名。喫煙席と禁煙席との間に仕切が設けられていたが、2002年12月2日ダイヤ改正からのグリーン車全席禁煙化に伴い、仕切は撤去の上、空きスペースを上野方に移動。2004年（平成16年）夏に、この空きスペースに座席を設置し定員が36名になった。

### 1000番台
モハ651形
1000番台（M1）
0番台から10両（1・2・5・9・12・13・15 - 18）が改造された。搭載されている機器とユニットの構成と車内設備は0番台と同じ。
1100番台（M2）
0番台から7両（101・102・104・106 - 109）が改造された。搭載されている機器とユニットの構成と車内設備は100番台と同じ。
モハ650形
1000番台（M'1）
0番台から10両（1・2・5・9・12・13・15 - 18）が改造された。屋根上に搭載されているパンタグラフをPS26形からPS33D形に交換、交流避雷器などの屋根上の交流機器の一部撤去が行われ、搭載されている機器とユニットの構成と車内設備は0番台と同じ。
1100番台（M'2）
0番台から7両（101・102・104・106 - 109）が改造された。1000番台と同じく、屋根上に搭載されているパンタグラフをPS26形からPS33D形に交換、交流避雷器などの屋根上の交流機器の一部撤去が行われ、搭載されている機器とユニットの構成と車内設備は0番台と同じ。
クハ651形
万座・鹿沢口、前橋方の制御車
1000番台（Tc1）
0番台から7両（1・2・4・6 - 9）が改造された。搭載されている機器と車内設備は0番台と同じであり、基本編成の7号車に連結される。
1100番台（Tc）
0番台から3両（106・108・109）が改造された。搭載されている機器と車内設備は0番台と同じであり、付属編成の11号車に連結される。
クハ650形
上野方の制御車
1000番台（Tc2）
0番台から10両（1・2・5・9・12・13・15 - 18）から改造された。搭載されている機器と車内設備は0番台と同じであり、基本編成の1号車と、付属編成の8号車に連結される。
サロ651形
1000番台（Ts）
0番台から7両（1・2・4・6 - 9）から改造された。グリーン車で基本編成4号車に連結する、搭載されている機器と車内設備は0番台と同じである。

## 編成表

### 651系（登場時）
勝田電車区（水カツ）
|          | ← 仙台・いわき上野 →    | ← 仙台・いわき上野 →   | ← 仙台・いわき上野 →    | ← 仙台・いわき上野 →   | ← 仙台・いわき上野 →       | ← 仙台・いわき上野 →      | ← 仙台・いわき上野 →    | 備考     | 備考                   | 備考          | 備考                    |
| 号車     | 7                       | 6                      | 5                       | 4                      | 3                          | 2                         | 1                       | 製造次車 | 落成年月日             | 廃車年月日    | 1000番台化              |
| 形式     | クハ651 (Tc1) （0番台） | モハ651 (M1) （0番台） | モハ650 (M'1) （0番台） | サロ651 (Ts) （0番台） | モハ651 (M2) （100番台）   | モハ650 (M'2) （100番台） | クハ650 (Tc2) （0番台） | 製造次車 | 落成年月日             | 廃車年月日    | 1000番台化              |
| 搭載機器 | MG,CP                   | Cont                   | MTr,RS,BT               |                        | Cont                       | MTr,RS,BT                 | MG,CP                   | 製造次車 | 落成年月日             | 廃車年月日    | 1000番台化              |
| 車内設備 | 運転室                  | WC,TEL                 | 自販                    | WC,TEL 車掌室          | 車椅子席 多目的室 車椅子WC | 自販 車販準備室           | 運転室 WC,TEL           | 製造次車 | 落成年月日             | 廃車年月日    | 1000番台化              |
| K101     | 1                       | 1                      | 1                       | 1                      | 101                        | 101                       | 1                       | 1次車    | 1988年12月20日（川重） | -             | 2014年3月12日（OM201）  |
| K102     | 2                       | 2                      | 2                       | 2                      | 102                        | 102                       | 2                       | 1次車    | 1989年1月11日（川重）  | -             | 2018年5月2日（OM207）   |
| K103     | 3                       | 3                      | 3                       | 3                      | 103                        | 103                       | 3                       | 1次車    | 1989年2月6日（川重）   | 2019年8月31日 | -                       |
| K104     | 4                       | 5                      | 5                       | 4                      | 104                        | 104                       | 5                       | 1次車    | 1989年2月15日（川重）  | -             | 2014年3月5日（OM202）   |
| K105     | 5                       | 7                      | 7                       | 5                      | 105                        | 105                       | 7                       | 1次車    | 1989年2月28日（川重）  | 2018年7月28日 | -                       |
| K106     | 6                       | 9                      | 9                       | 6                      | 106                        | 106                       | 9                       | 2次車    | 1989年12月28日（川重） | -             | 2014年1月24日（OM203）  |
| K107     | 7                       | 13                     | 13                      | 7                      | 107                        | 107                       | 13                      | 2次車    | 1990年2月19日（川重）  | -             | 2013年11月14日（OM204） |
| K108     | 8                       | 15                     | 15                      | 8                      | 108                        | 108                       | 15                      | 2次車    | 1990年3月3日（川重）   | -             | 2013年12月6日（OM205）  |
| K109     | 9                       | 17                     | 17                      | 9                      | 109                        | 109                       | 17                      | 3次車    | 1992年1月26日（川重）  | -             | 2013年10月7日（OM206）  |

|          | ← 仙台・いわき上野 →     | ← 仙台・いわき上野 →   | ← 仙台・いわき上野 →    | ← 仙台・いわき上野 →    | 備考     | 備考                   | 備考           | 備考                   |
| 号車     | 11                       | 10                     | 9                       | 8                       | 製造次車 | 竣工                   | 廃車年月日     | 1000番台化             |
| 形式     | クハ651 (Tc) （100番台） | モハ651 (M1) （0番台） | モハ650 (M'1) （0番台） | クハ650 (Tc2) （0番台） | 製造次車 | 竣工                   | 廃車年月日     | 1000番台化             |
| 搭載機器 |                          | Cont                   | MTr,RS,BT               | MG,CP                   | 製造次車 | 竣工                   | 廃車年月日     | 1000番台化             |
| 車内設備 | 運転室                   | WC,TEL                 | 自販                    | 運転室 WC,TEL           | 製造次車 | 竣工                   | 廃車年月日     | 1000番台化             |
| K201     | 101                      | 4                      | 4                       | 4                       | 1次車    | 1989年2月6日（川重）   | 2020年4月3日   | -                      |
| K202     | 102                      | 6                      | 6                       | 6                       | 1次車    | 1989年2月15日（川重）  | 2016年3月14日  | -                      |
| K203     | 103                      | 8                      | 8                       | 8                       | 1次車    | 1989年2月28日（川重）  | 2013年9月11日  | -                      |
| K204     | 104                      | 10                     | 10                      | 10                      | 2次車    | 1989年12月28日（川重） | 2015年12月12日 | -                      |
| K205     | 105                      | 11                     | 11                      | 11                      | 2次車    | 1990年2月1日（川重）   | 2020年6月6日   | -                      |
| K206     | 106                      | 12                     | 12                      | 12                      | 2次車    | 1990年2月1日（川重）   | -              | 2014年2月21日（OM301） |
| K207     | 107                      | 14                     | 14                      | 14                      | 2次車    | 1990年2月19日（川重）  | 2019年5月20日  | -                      |
| K208     | 108                      | 16                     | 16                      | 16                      | 2次車    | 1990年3月3日（川重）   | -              | 2014年4月3日（OM302）  |
| K209     | 109                      | 18                     | 18                      | 18                      | 3次車    | 1992年1月26日（川重）  | -              | 2014年3月5日（OM303）  |

凡例
- MTr：主変圧器、Cont：主制御器、RS：主整流装置、MG：補助電源装置（電動発電機）、CP：空気圧縮機、BT：蓄電池
- WC：トイレ、自販：自動販売機（撤去）、TEL：公衆電話（撤去）

### 651系（転用改造後）
大宮総合車両センター（宮オオ）
|                   | ← 万座・鹿沢口、前橋上野 → | ← 万座・鹿沢口、前橋上野 → | ← 万座・鹿沢口、前橋上野 → | ← 万座・鹿沢口、前橋上野 → | ← 万座・鹿沢口、前橋上野 → | ← 万座・鹿沢口、前橋上野 → | ← 万座・鹿沢口、前橋上野 → | 備考                         | 備考                                  |
| 号車              | 7                          | 6                          | 5                          | 4                          | 3                          | 2                          | 1                          | 改造竣工                     | 廃車年月日                            |
| 形式              | クハ651 (Tc1) （1000番台） | モハ651 (M1) （1000番台）  | モハ650 (M'1) （1000番台） | サロ651 (Ts) （1000番台）  | モハ651 (M2) （1100番台）  | モハ650 (M'2) （1100番台） | クハ650 (Tc2) （1000番台） | 改造竣工                     | 廃車年月日                            |
| OM201（カツK101） | 1001（1）                  | 1001（1）                  | 1001（1）                  | 1001（1）                  | 1101（101）                | 1101（101）                | 1001（1）                  | 2014年3月12日（郡山総車セ）  | 2023年10月26日 （クハ651-1001を除く） |
| OM202（カツK104） | 1002（4）                  | 1002（5）                  | 1002（5）                  | 1002（4）                  | 1102（104）                | 1102（103）                | 1002（5）                  | 2014年3月5日（大宮総車セ）   | 2022年4月16日                         |
| OM203（カツK106） | 1003（6）                  | 1003（9）                  | 1003（9）                  | 1003（6）                  | 1103（106）                | 1103（106）                | 1003（9）                  | 2014年1月24日（郡山総車セ）  | 2023年4月4日                          |
| OM204（カツK107） | 1004（7）                  | 1004（13）                 | 1004（13）                 | 1004（7）                  | 1104（107）                | 1104（107）                | 1004（13）                 | 2013年11月14日（郡山総車セ） | 2023年5月9日                          |
| OM205（カツK108） | 1005（8）                  | 1005（15）                 | 1005（15）                 | 1005（8）                  | 1105（108）                | 1105（108）                | 1005（15）                 | 2013年12月6日（郡山総車セ）  | 2023年6月17日                         |
| OM206（カツK109） | 1006（9）                  | 1006（17）                 | 1006（17）                 | 1006（9）                  | 1106（109）                | 1106（109）                | 1006（17）                 | 2013年10月7日（郡山総車セ）  | 2023年7月27日                         |
| OM207（カツK102） | 1010（2）                  | 1010（2）                  | 1010（2）                  | 1007（2）                  | 1107（102）                | 1107（102）                | 1010（2）                  | 2018年5月2日（郡山総車セ）   | 2023年9月28日                         |

|                   | ← 万座・鹿沢口、前橋上野 → | ← 万座・鹿沢口、前橋上野 → | ← 万座・鹿沢口、前橋上野 → | ← 万座・鹿沢口、前橋上野 → | 備考                        | 備考          | 備考                       |
| 号車              | 11                         | 10                         | 9                          | 8                          | 改造竣工                    | 廃車年月日    | 改造年月日                 |
| 形式              | クハ651 (Tc) （1100番台）  | モハ651 (M1) （1000番台）  | モハ650 (M'1) （1000番台） | クハ650 (Tc2) （1000番台） | 改造竣工                    | 廃車年月日    | 改造年月日                 |
| OM301（カツK206） | 1101（106）                | 1007（12）                 | 1007（12）                 | 1007（12）                 | 2014年2月21日（郡山総車セ） | -             | 2016年4月3日（大宮総車セ） |
| OM302（カツK208） | 1102（108）                | 1008（16）                 | 1008（16）                 | 1008（16）                 | 2014年4月3日（郡山総車セ）  | 2017年9月20日 | -                          |
| OM303（カツK209） | 1103（109）                | 1009（18）                 | 1009（18）                 | 1009（18）                 | 2014年3月5日（郡山総車セ）  | 2017年7月20日 | -                          |

### 651系（“伊豆クレイル”転用改造）
国府津車両センター（横コツ）
|               | ← 小田原伊豆急下田 →       |                            |                            |                             |                             |                |
| 号車          | 4                          | 3                          | 2                          | 1                           | 改造年月日                  | 廃車年月日     |
| 形式          | クロ651 (Tsc) （1100番台） | モロ651 (Ms1) （1000番台） | モハ650 (M'1) （1000番台） | クロ650 (Tsc2) （1000番台） | 改造年月日                  | 廃車年月日     |
| IR01（OM301） | 1101                       | 1007                       | 1007                       | 1007                        | 2016年4月13日（大宮総車セ） | 2020年10月10日 |

## 運用

### 常磐線
1988年度に47両、1989年度に41両、計88両の投入を計画した。本系列は新技術を採用したことから、不具合が発生した場合に2次車は新製当初より反映し、1次車は改造で済ませる計画としたため、一括発注とはせず2回に分けて投入した。1次車は7両編成5本、4両編成3本の計8本を投入したが、これは営業運転開始後に予想に反して乗客が増加せず輸送力が過剰となった場合に、2次車で中間車をそれぞれ2両、5両と増結して9両編成8本とすれば、全体の編成本数が余剰とならないよう配慮したためである。ただし、実際は本系列投入後乗客が大幅に増加し、この計画は実現しなかった。
登場時から特急「スーパーひたち」にのみ使用されていたが、2002年（平成14年）12月1日のダイヤ改正で勝田駅発着の「スーパーひたち」は「フレッシュひたち」に編入された。その後E653系から651系へ「フレッシュひたち」の運用を替えた列車も多数登場した。以前は7両・4両（4両編成での運行は勝田駅 - いわき駅間の一部のみ）での運転する列車が設定されていた。2011年3月11日に東北地方太平洋沖地震（東日本大震災）が発生するまでは、いわき駅 - 原ノ町駅・仙台駅間では4両編成（原ノ町駅夜間留置列車は7両編成、日によって11両編成）で運行されていた。基本編成+基本編成（14両）と付属編成+付属編成（8両）での運転は定期列車では行われなかった。
震災前の2010年（平成22年）12月、JR東日本はE657系を2012年（平成24年）春に導入し、同年秋に651系をすべて置き換える計画を明らかにした。置き換え後の651系の処遇については他線区の臨時列車への転用が示唆されており、一部は波動用車両に転用された。
2013年（平成25年）3月15日に「スーパーひたち」・「フレッシュひたち」の全運用がE657系となったが、E657系の改造工事のため同年10月1日から2015年（平成27年）3月13日まで「フレッシュひたち」1往復に運用されることとなった。なお、この運用ではLED表示式のヘッドサインは使用されていない。E657系は2014年（平成26年）11月に10両編成1本が追加投入されたが、本系列による運転はダイヤ改正前日まで実施された。
2017年（平成29年）7月22日より、4両編成がいわき - 竜田間（同年10月21日からはいわき - 富岡間）の普通列車2往復に充当されていたが、2020年（令和2年）3月14日のダイヤ改正でE531系に統一されたため、運用を終了した。

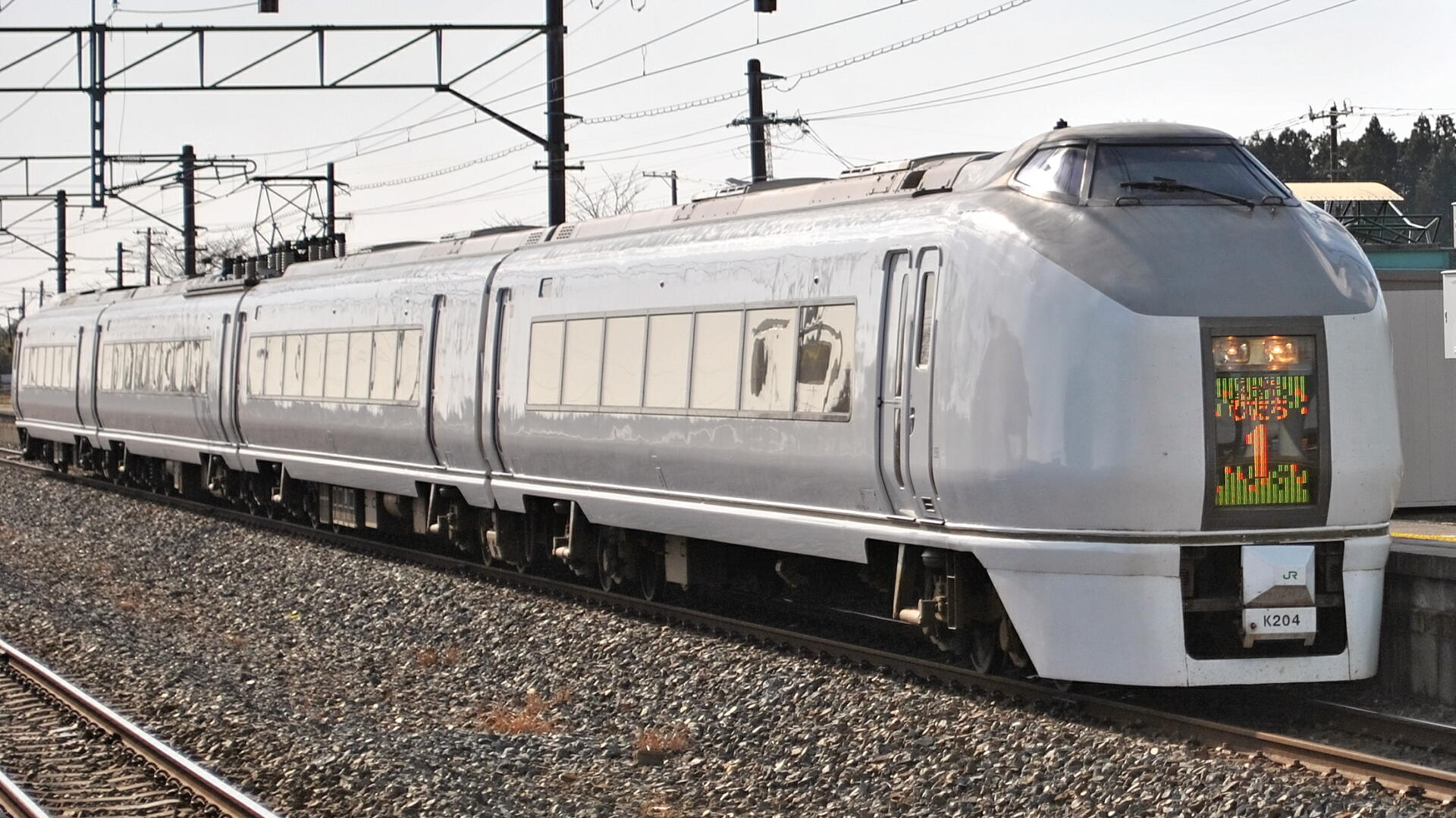
付属編成のみ（4両） （2010年3月 磐城太田駅）
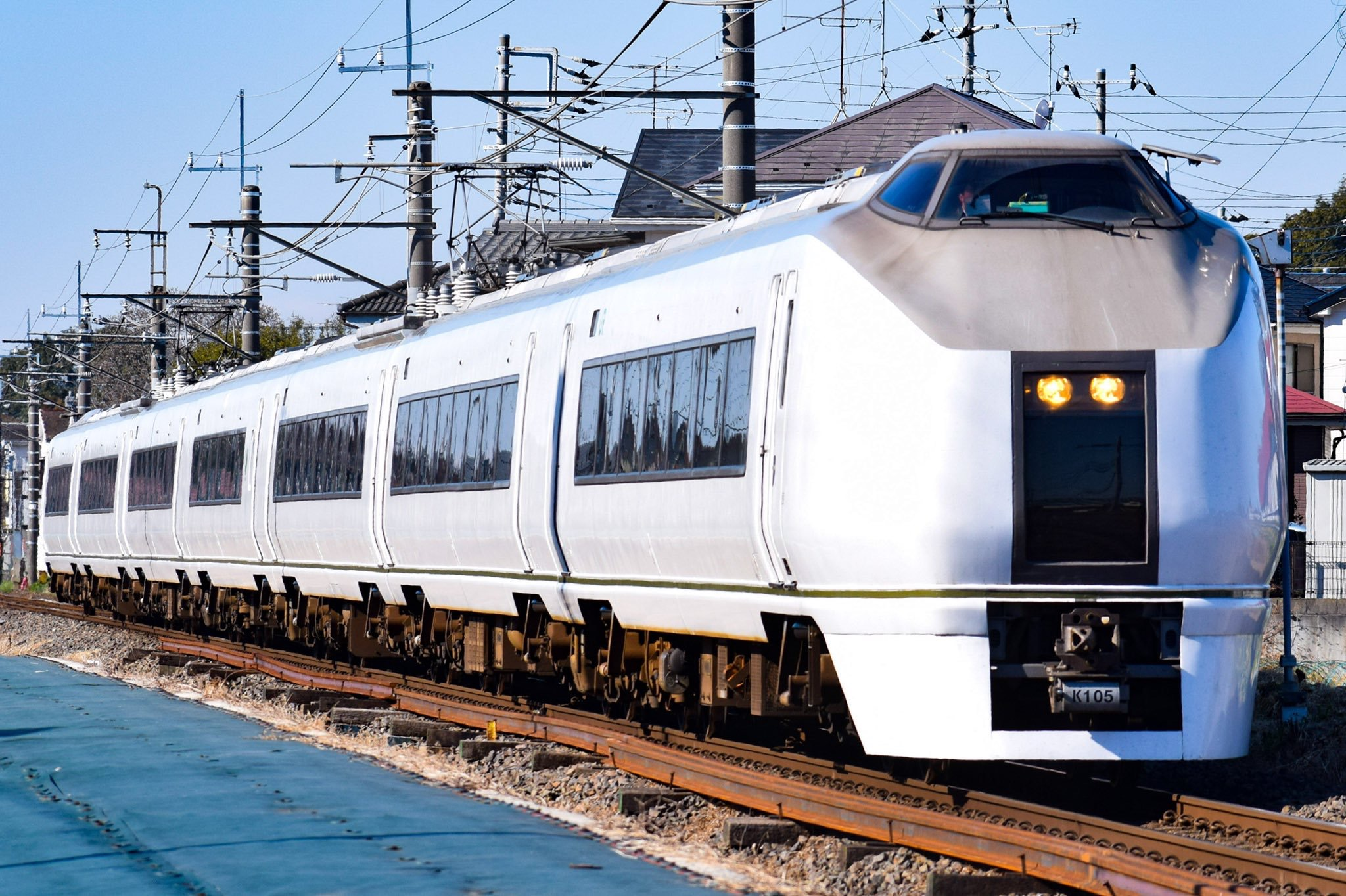
基本編成のみ（7両） （2018年1月 成田線内）

### 高崎線系統
1000番台が以下の定期運用に使用されていた。
- 「スワローあかぎ」・「あかぎ」の全列車
- 「草津」の全列車

全列車が7両編成での運転。2015年3月13日までは、「あかぎ」「スワローあかぎ」は11両編成の列車があった。2015年3月14日以降、付属編成は定期運用がなくなり、廃車または伊豆クレイル用に改造された。
老朽化のため、2023年3月18日のダイヤ改正でE257系2500番台・5500番台に置き換えられ、定期運用を終了した。これにより、JR東日本管内で定期運用される特急形車両はVVVFインバータ制御車に統一された。

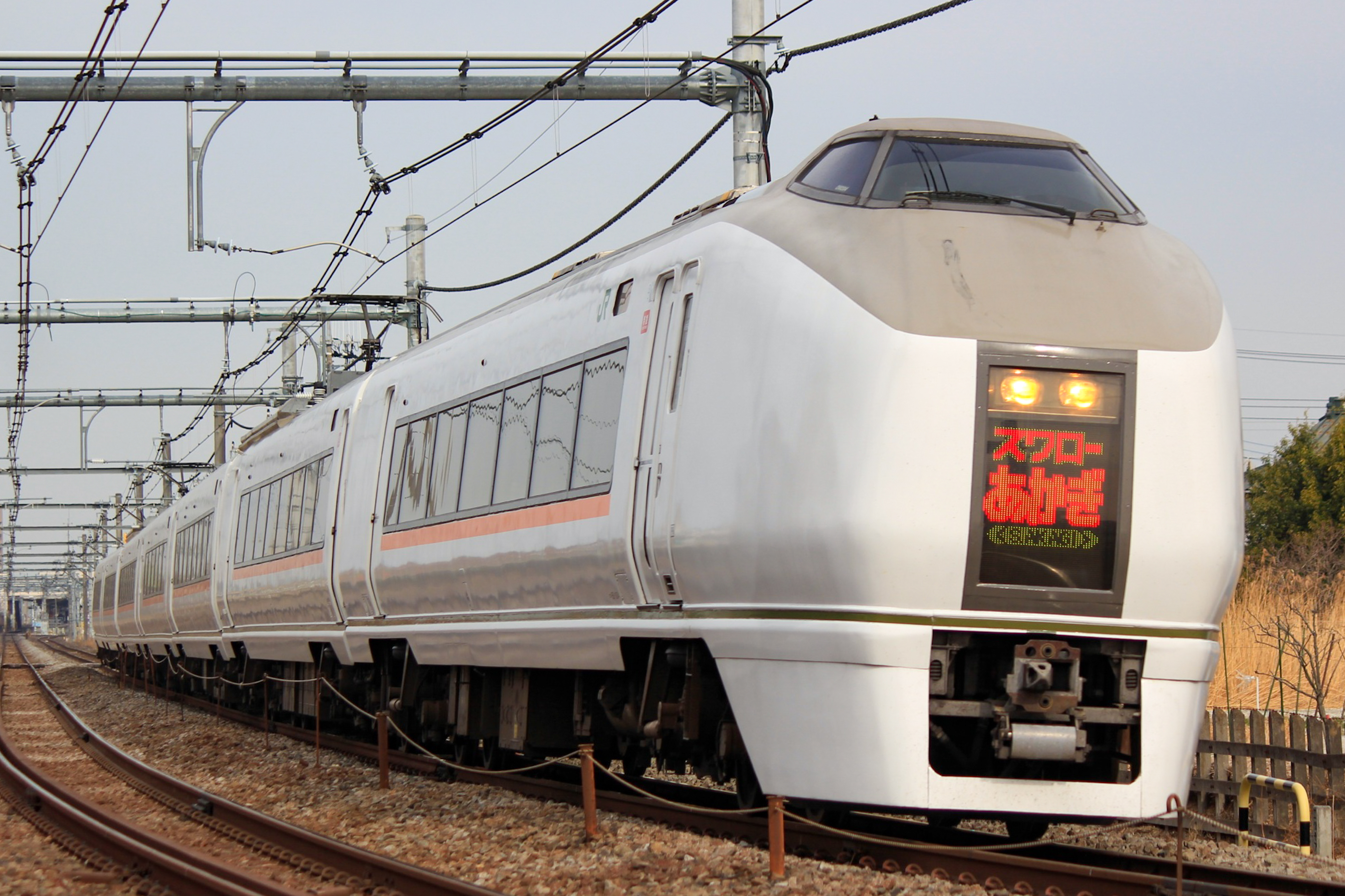
「スワローあかぎ」の運用に就く1000番台 （2021年3月12日 行田駅 - 吹上駅間）
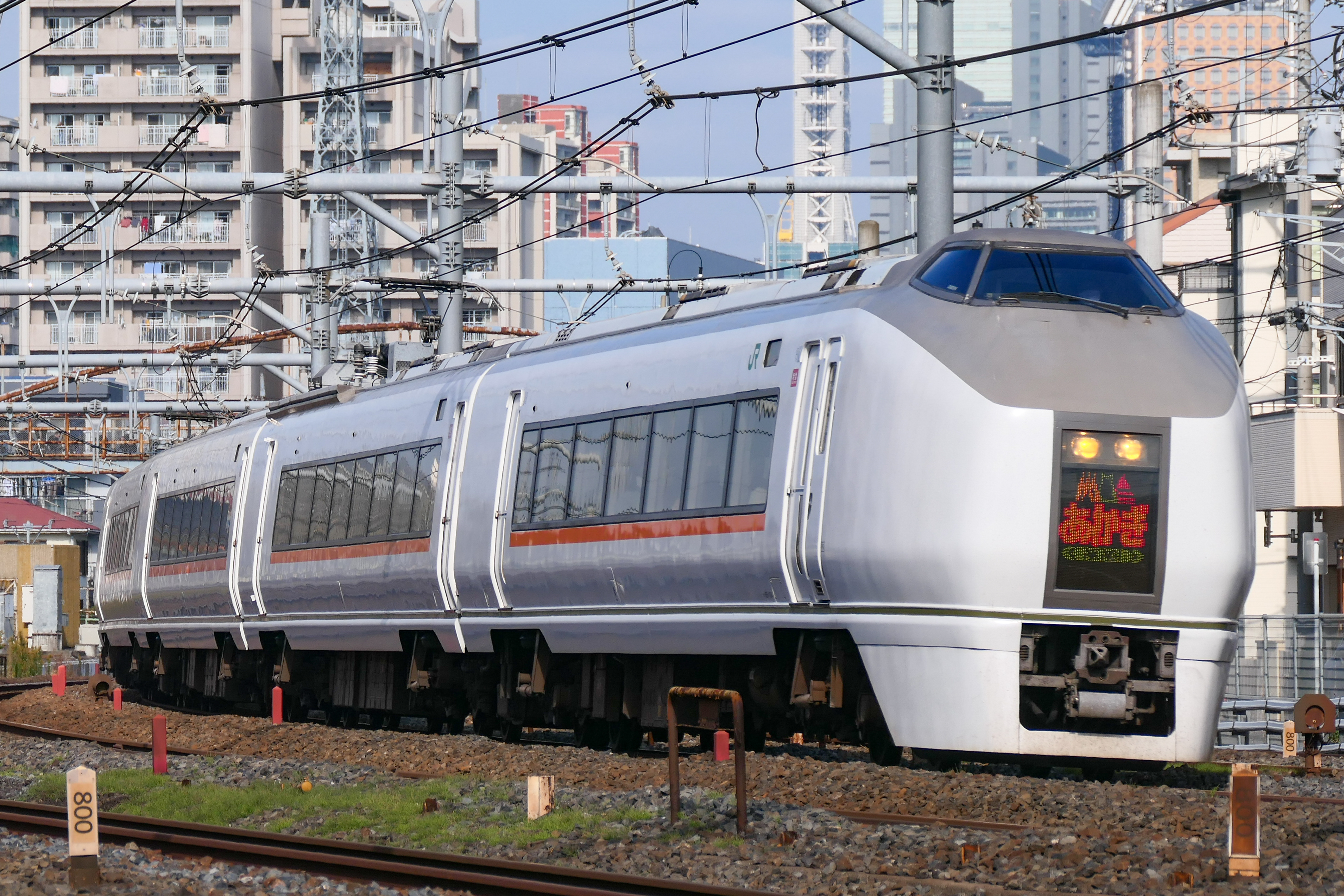
「あかぎ」の運用に就く1000番台 （2022年11月12日 与野駅 - 北浦和駅間）
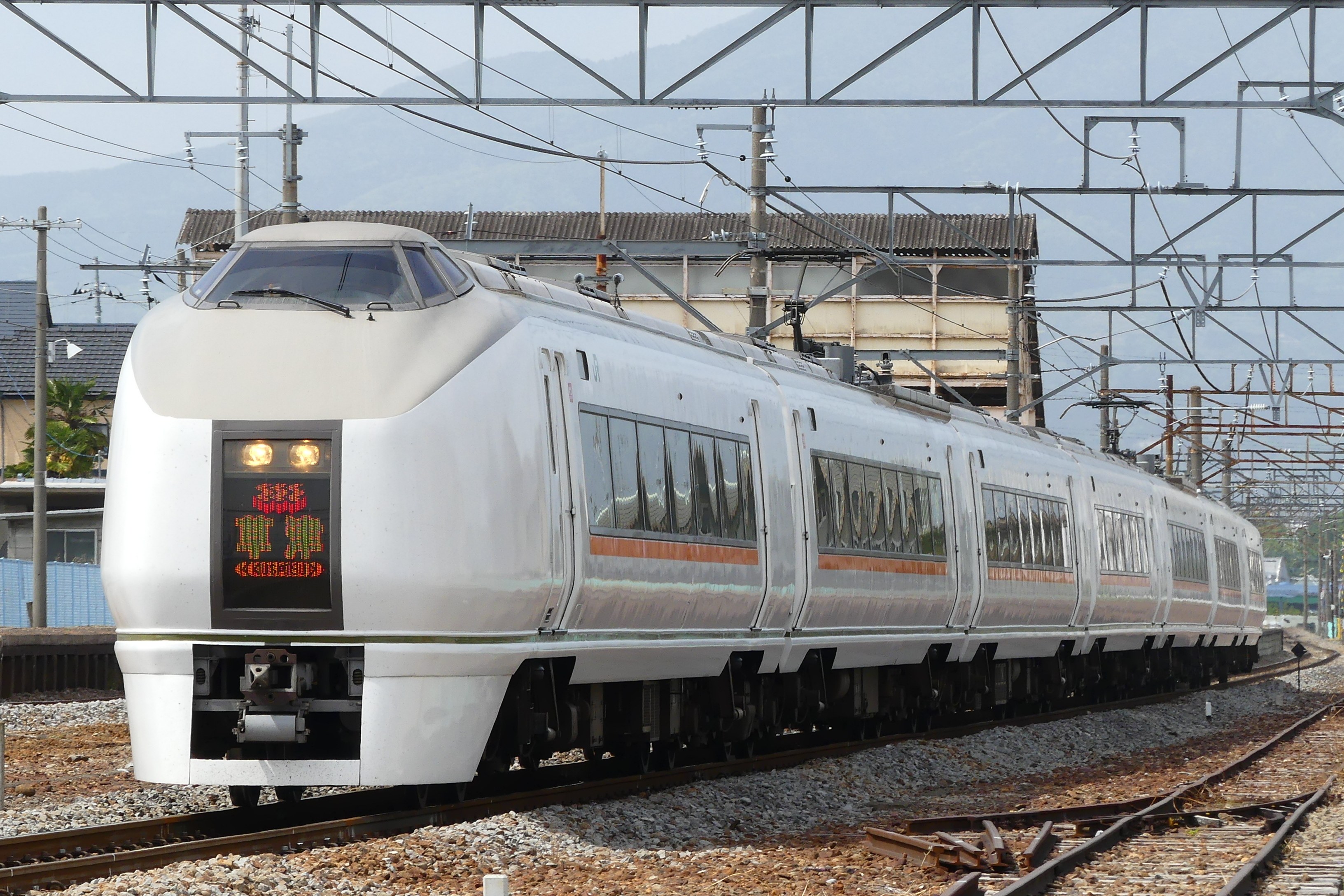
「草津」の運用に就く1000番台 （2017年5月7日 八木原駅）

### 臨時列車
臨時列車および団体臨時列車にも使用されている。臨時列車は以下を参照。 団体臨時列車では日光線日光駅まで入線したことがある。
- オーク嬬恋号（勝田駅 - 万座・鹿沢口駅間、常磐線で上野駅まで出た後、高崎線・上越線・吾妻線を経由しての運行だった）

2013年1月に廃車された485系（K60・K40編成）に代わり、臨時列車や団体列車など波動用に使用されていたE653系が「いなほ」・「しらゆき」へ転用が進められることになった。それに伴い、2014年11月以降、E653系K70編成転属まで常磐線や水戸線における波動用としても運用されていた。臨時列車としては下記の列車に使用されている。
- ぶらり高尾散策号（日立駅 - 高尾駅間、武蔵野線・中央本線経由）
- ぶらり鎌倉号→ぶらり横浜・鎌倉号（日立駅 - 鎌倉駅間） ※2017年6月まではいわき駅 - 鎌倉駅間
- 舞浜・東京ベイエリア号、わくわく舞浜号（日立駅 - 東京駅間。武蔵野線・京葉線経由）
- ぶらり川越号（日立駅 - 川越駅間。武蔵野線・東北貨物線・川越線経由）
- あしかが大藤まつり号（いわき駅 - 桐生駅間。水戸線・両毛線経由）
- 春のひたち海浜公園号（勝田駅 - 横浜駅間）
2016年から「海浜公園ネモフィラ号」として運転し、2017年から改称、大船駅発着に変更。2016年は秋に「海浜公園コキア号」も運転したが、2017年は運転されていない。
- また、2008年11月12日に常磐線でお召し列車が運転（E655系なごみ（和）使用）されたが、その予備編成と、先行する露払い列車（営業列車の「スーパーひたち15号」）として使用された。

## 廃車
- 2011年3月11日に発生した東北地方太平洋沖地震（東日本大震災）による常磐線不通区間発生の影響で付属編成1本（K202編成）が原ノ町駅に留置されていた[41]が、2016年3月17日から3月19日にかけて撤去作業が行われた[42][43]。
- 2011年5月末に、一部の編成で組成変更を実施した。K101編成とK205編成で3両ずつを交換し、7両編成は新たにK901編成となっている。バリアフリー設備を備える100番台電動車ユニットをK205編成に組み込んだ[44]。これらの編成はその後数か月で元の編成に戻されており、少なくともK101編成は2014年に登場当時の編成（元の編成）で1000番台化改造を受けている。
- 2013年9月11日付けでK203編成が廃車となった。651系の廃車は同編成が初めてとなる[45]。2015年12月12日付けでK204編成が、2016年3月14日付けで上述のK202編成が廃車されている[46]。
- 2015年3月改正で余剰となった1000番台付属編成のうち、2017年7月20日付けでOM303編成が、同年9月20日付けでOM302編成が廃車された[47]。OM301編成に関しては、2016年に先述の「伊豆クレイル」に再改造の上、国府津車両センターへ転属した。
- 2018年からは勝田車両センター所属の基本編成からも廃車が発生し、2018年7月28日付けでK105編成が廃車された。K207編成については2012年から青森にて疎開留置されていたが、2019年5月20日付けで廃車となった[注 3]。
- 2019年にはE653系U108編成の勝田車両センターへの転属、波動転用に伴い、同年8月31日付けでK103編成が廃車となった。これにより0番台の基本編成は消滅した。
- 常磐線の運用から撤退した付属編成も、2020年4月3日付けでK201編成が、同年6月6日付けでK205編成がそれぞれ廃車され、0番台は消滅した[48]。また、「伊豆クレイル」仕様のIR01編成も同年10月9日付けで廃車となり、付属編成が消滅した。
- 2022年4月15日に1000番台OM202編成がEF81-139に牽引され郡山総合車両センターに配給後[49]、同月16日付で廃車された[50]。
- 定期運用離脱後では2023年3月23日にOM203編成がEF81-139による牽引で郡山へ配給後、同年4月3日付で廃車された[51]。その後OM204-OM207編成もEF81-139による牽引で順番に郡山へ配給され、OM204編成が同年5月9日付で、OM205編成が同年6月17日付で、OM206編成が同年7月27日付で、OM207編成が同年9月28日付で、それぞれ廃車された[51]。
- 2023年10月26日にOM201編成が郡山に配給され、同日付でクハ651-1001を除く6両が廃車された[52]。